# Лівче (присілок)
Лівче(пол. Liwcze (osada)) — селище (осада) в Польщі, Люблінському воєводстві Грубешівського повіту, ґміни Долгобичув.
| Польща | Це незавершена стаття з географії Польщі. Ви можете допомогти проєкту, виправивши або дописавши її. |